# Ums Ganze

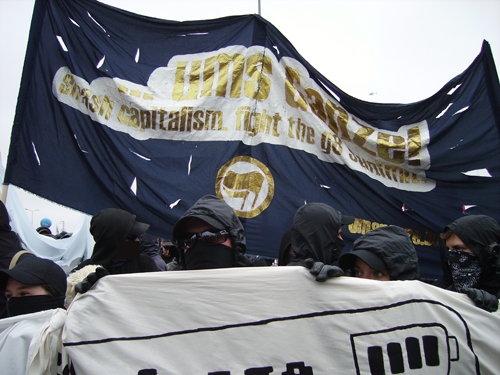
Banner „smash capitalism – fight the G8 summit“ von Ums Ganze, Rostock 2007

Ums Ganze (Eigenschreibweise auch: „…umsGanze!“, kurz uG) ist ein seit Ende 2006 bestehender Zusammenschluss eigenständiger, lokal verankerter Gruppen der autonomen Szene. Inhaltlich betrachtet uG den Kapitalismus als „nicht reformierbar“ und „bedingungslos zu bekämpfen“. Die Gruppen werden seit 2016 vom Verfassungsschutz beobachtet und von diesem als linksextrem eingestuft. Die Gruppierungen sind nach eigenen Angaben für die Errichtung eines kommunistischen Systems und laut Verfassungsschutzbericht 2022 in verschiedenen Bundesländern aktiv. Im Jahr 2016 wurden den Gruppen etwa 250 Mitglieder zugeschrieben, die „maßgeblich Protestaktionen und Demonstrationen“ zum Tag der Deutschen Einheit organisieren.

## Kampagnen und Proteste
Erstmals trat Ums Ganze im Dezember 2006 an die Öffentlichkeit mit einem sich auf Karl Marx’ Kapital und auf Theoretiker wie Fredric Jameson, Johannes Agnoli, Herbert Marcuse und die Situationistische Internationale stützenden Aufruf zu Protesten gegen den für Juni 2007 geplanten G8-Gipfel in Heiligendamm. Das Bündnis bestand zu der Zeit aus den Gruppen Antifa (F) aus Frankfurt, Redical M aus Göttingen und T.O.P. Berlin, die sich als Nachfolgerin der im Oktober 2006 aufgelösten Gruppe Kritik und Praxis Berlin gegründet hatte. Ums Ganze nahm dann am 2. Juni 2007 in Rostock mit einem eigenen Block an der Auftaktdemonstration der Proteste gegen den G8-Gipfel teil.
Ums Ganze beteiligte sich an Protesten gegen eine für September 2008 in Köln von Gruppen wie der Partei Pro Köln geplante „Anti-Islamisierungs-Konferenz“, die schließlich abgebrochen wurde.
Anlässlich mehrerer staatlich begangener Jubiläen zu 20 Jahren Mauerfall, 60 Jahren Grundgesetz und 20 Jahren deutscher Wiedervereinigung – initiierte das Bündnis im Jahr 2009 eine antinationale Kampagne unter dem Motto „Staat.Nation.Kapital.Scheiße!“. Diese Kampagne umfasste eine Reihe von Informations- und Diskussionsveranstaltungen sowie zwei größere Demonstrationen. Anlässlich „60 Jahre Gründung der BRD“ demonstrierten am 23. Mai 2009 etwa 2500 Teilnehmer in Berlin. Diese Demonstration sorgte auch im Vorfeld für Diskussionen in Berliner Medien.
Am 7. November 2009 nahmen nach verschiedenen Angaben etwa 2000 Menschen an einer antinationalen Demonstration unter dem Motto „Es gibt kein Ende der Geschichte“ teil.
Das Bündnis rief am 2. Oktober 2010 auf zu einer Demonstration in Bremen gegen die dort am Folgetag abgehaltenen zentralen Feierlichkeiten zum 20. Jubiläum der deutschen Vereinigung. An der Demonstration nahmen nach Angaben von Polizei und Veranstaltern zwischen 1500 und 2500 Personen teil.
Im Jahr 2011 wurde die Kampagne „Vielen Dank für die Blumen – Gegen Integration und Ausgrenzung“ mit den Protesten gegen die Innenministerkonferenz in Frankfurt am Main am 22. Juni 2011 eröffnet und mit diversen regionalen Veranstaltungen fortgeführt. Thematisch kritisiert Ums Ganze mit der Kampagne Rassismus und Sozialchauvinismus als Folge kapitalistischer Vergesellschaftung.
Unter dem Motto „Friede. Freude. Eierkuchen.“ veranstaltete Ums Ganze zusammen mit FAU und ASJ Anfang Oktober 2011 Demonstrationen gegen die Einheitsfeierlichkeiten in Bonn.
Für den 27. Januar 2012 rief Ums Ganze zur Demonstration gegen den WKR-Ball in Wien auf, die von der Bündnisgruppe Autonome Antifa Wien mitorganisiert wurde. An der Demonstration nahmen etwa 1.800 Personen teil.
Am 31. März 2012 beteiligte sich das Bündnis an „M31 – european day of action against capitalism“, das in 15 europäischen Ländern „zu einem europaweiten Aktionstag gegen die autoritäre Krisenpolitik der Troika aus EU-Kommission, IWF und EZB“ sowie „den maßgeblich von Deutschland betriebenen Versuch…, die Wettbewerbsfähigkeit Europas auf dem kapitalistischen Weltmarkt auf dem Rücken von Lohnabhängigen und MigrantInnen zu sanieren.“ sowie „gegen die nationalistische Stimmungsmache gegen die Lohnabhängigen in den südeuropäischen Ländern und die militärische Abschottung der EU-Außengrenzen …“ aufgerufen hatte.
Zwischen 16.–19. Mai 2012 beteiligte sich das Bündnis an dem von einem breiten Spektrum von Gruppierungen organisierten Blockupy Frankfurt. Der Aufruf des Ums Ganze Bündnis lautete: „Für ein Ende der Gewalt – Fight capitalism 100%“.
Das Bündnis rief auch dazu auf, den Wiener Korporations-Ball am 24./25. Januar 2014 zu stören.
Im Rahmen der Proteste gegen das G20 Treffen in Hamburg, organisierte UmsGanze eine Blockade des Hamburger Hafens. Unter dem Motto „Shut Down the Logistics of Capital“ wurde ein Rückstau produziert, der laut Hafengesellschaft noch drei Tage anhielt.
Nachdem sich UmsGanze bereits im Jahr 2021 an den IAA Protesten in München beteiligte, wurde im August 2022 im Rahmen der Ende Gelände Sommeraktion erneut eine Blockade am Hamburger Hafen unter dem Motto „KETTEN SPRENGEN – HAFEN LAHMLEGEN – FOSSILEN KAPITALISMUS ÜBERWINDEN“ durchgeführt.

## Mitglieder
Das Bündnis Ums Ganze besteht aus den Gruppen:
- Theorie.Organisation.Praxis / TOP B3rlin (Berlin)
- In/Progress (Braunschweig)
- Basisgruppe Antifaschismus (Bremen)
- URA (Dresden)
- Kritik&Praxis (Frankfurt)
- Redical [M] (Göttingen)
- Antifa AK (Köln)
- Communist Action & Theory (Marburg)
- antifa nt (München)
- Eklat (Münster)
- autonome antifa [w] (Wien)

## Kongresse
„No Way out – Von (Post)operaismus bis Wertkritik“
Den ersten Kongress des Bündnisses zur Frage, „ob und wie eine nicht-regressive Kapitalismuskritik zu formulieren sei“, veranstaltete Ums Ganze unter dem Titel „No Way out – Von (Post)operaismus bis Wertkritik“ vom 7. bis 9. Dezember 2007 an der Universität Frankfurt am Main mit bis zu 600 Teilnehmern. Redner und Rednerinnen waren unter anderem Sonja Buckel, Alex Demirovic, Gerhard Hanloser, Michael Heinrich, Jens Wissel und Frieder Otto Wolf. Neues Deutschland und Jungle World berichteten, bei zweiterer gab es auch eine kurze Diskussionsreihe, wo sich u. a. Stephan Grigat kritisch äußerte.
„So, wie es ist, bleibt es nicht!“
Ein zweiter Kongress des Bündnisses zum Thema „Arbeit und Krise“ fand unter dem Motto „So, wie es ist, bleibt es nicht!“ vom 3. bis 5. Dezember 2010 mit insgesamt 500 Teilnehmenden an der Ruhr-Universität Bochum statt und markierte das Ende der 2009 initiierten Kampagne „Staat.Nation.Kapital.Scheiße.“ Eingeladen wurden unter anderem Michael Heinrich, Thomas Sablowski, Rudi Schmidt, Jörg Sundermeier und Gerhard Stapelfeldt.

## Einschätzung des Verfassungsschutzes
Nach Einschätzung des Bundesamtes für Verfassungsschutz gehört das Bündnis gemeinsam mit der Interventionistischen Linken zu den „erfolgreichsten Akteuren“ mit „«postautonomen» Organisierungsansätzen, bei denen es um die Beibehaltung militanter Konzepte, aber auch um deren Vermittelbarkeit“ gehe.
Zudem bezeichnet es „sich selbst als ein «kommunistisches Bündnis» und beschreibt damit seinen ideologischen Anspruch: Ziel ist die kommunistische Revolution, die umfassende Umgestaltung von Staat und Gesellschaft.“

## Innerlinke Kritik
Das Ums Ganze-Bündnis wird aus den unterschiedlichsten Richtungen kritisiert, von poststrukturalistisch beeinflussten Linken und Antideutschen ebenso wie von antiimperialistischer und marxistischer Seite.
Anlässlich des ersten Bündniskongresses No Way Out merkte Stephan Grigat an, Ums Ganze habe in Heiligendamm „nicht etwa gegen, sondern mit den Staatsfetischisten und Berufspalästinensern demonstriert“ und wolle nun „das Theoriespektakel“ nachschieben.
Anlass zur Kritik gaben auch die Eierwürfe auf Oskar Lafontaine, die am 28. März 2009 von einem Ums Ganze-geleiteten Block ausgingen. So schrieb Diether Dehm, Vorsitzender der niedersächsischen Linken, in einer Presseerklärung, „militante fanatisierte Anhänger von israelischer Regierung und Geheimdienst haben gestern den Vorsitzenden der Partei DIE LINKE in Frankfurt am Main gewalttätig angegriffen.“ Werner Pirker schrieb in der Jungen Welt: „Das ist nun mal der Debattenstil von Antinationalen und jener »autonomen AntifaschistInnen«, die den Sozialstaat als eine Fortsetzung der »Volksgemeinschaft« betrachten und den Sozialraub an den »Volksgenossen« als einen Akt der Wiedergutmachung für die Opfer des Holocausts zu würdigen wissen. Ein Beispiel mehr für das Fortbestehen der neoliberalen Hegemonie.“
Im Vorfeld der Proteste gegen die Wendefeierlichkeiten 2009 kritisierte die Leipziger Gruppe „Initiative gegen jeden Extremismusbegriff“ (Inex), das Gedenken an die sich ebenfalls jährende Reichspogromnacht werde marginalisiert, wenn die deutschnationale Mobilisierung auf ihre Funktion für die Sicherung des Wirtschaftsstandortes in der globalen Weltmarktkonkurrenz reduziert werde. Deutscher Nationalismus heiße mehr, was sich nicht zuletzt daran zeige, dass er sich auch immer wieder gegen die ökonomische Vernunft stelle. Zudem stellt sich Inex gegen die Vorstellung des Kapitalismus als automatisches Subjekt, das dem Einzelnen kaum mehr Entscheidungsfreiheit ließe. Auch wenn die gesellschaftlichen Verhältnisse Denken wie Handeln unter einen Zwang stellten, könne „man sich entscheiden, Nazi zu sein oder nicht, den Kapitalismus selbstbewusst zu reproduzieren oder ihn in Frage zu stellen.“ Ums Ganze habe zur Beantwortung dieser Frage hingegen nichts anzubieten außer Agitation.

## Publikationen
- Staat, Weltmarkt und die Herrschaft der falschen Freiheit. Zur Kritik des kapitalistischen Normalvollzuges, 2009 (Onlineversion: PDF; 117 Seiten; 4,0 MB)
- NO WAY OUT? Verspätete Beiträge zum aktuellen Problem Kapitalismus Dokumentation zum gleichnamigen Kongress im Jahr 2007 (Onlineversion: PDF, 199 Seiten; 7,2 MB)